# Mont Didgori
Le mont Didgori (1 647 mètres) est situé à quelque 40 kilomètres  de la capitale de Géorgie, Tbilissi, dans la partie orientale de la chaîne de Trialéti, qui appartient au Caucase du Sud. Le site a été célébré par la victoire remportée par David IV le Bâtisseur et son allié Otrok sur les armées seldjoukides, le 14 août 1121. Le champ de bataille, recouvert par de grands paysages subalpins, s'étendait sur plusieurs kilomètres.
Au début des années 1980, un monument impressionnant fut érigé sur le site de la bataille, consistant en une douzaine d'épées massives, posées en croix plantées dans le sol, et des sculptures colossales de corps de soldats démembrés.